# Andy McCluskey

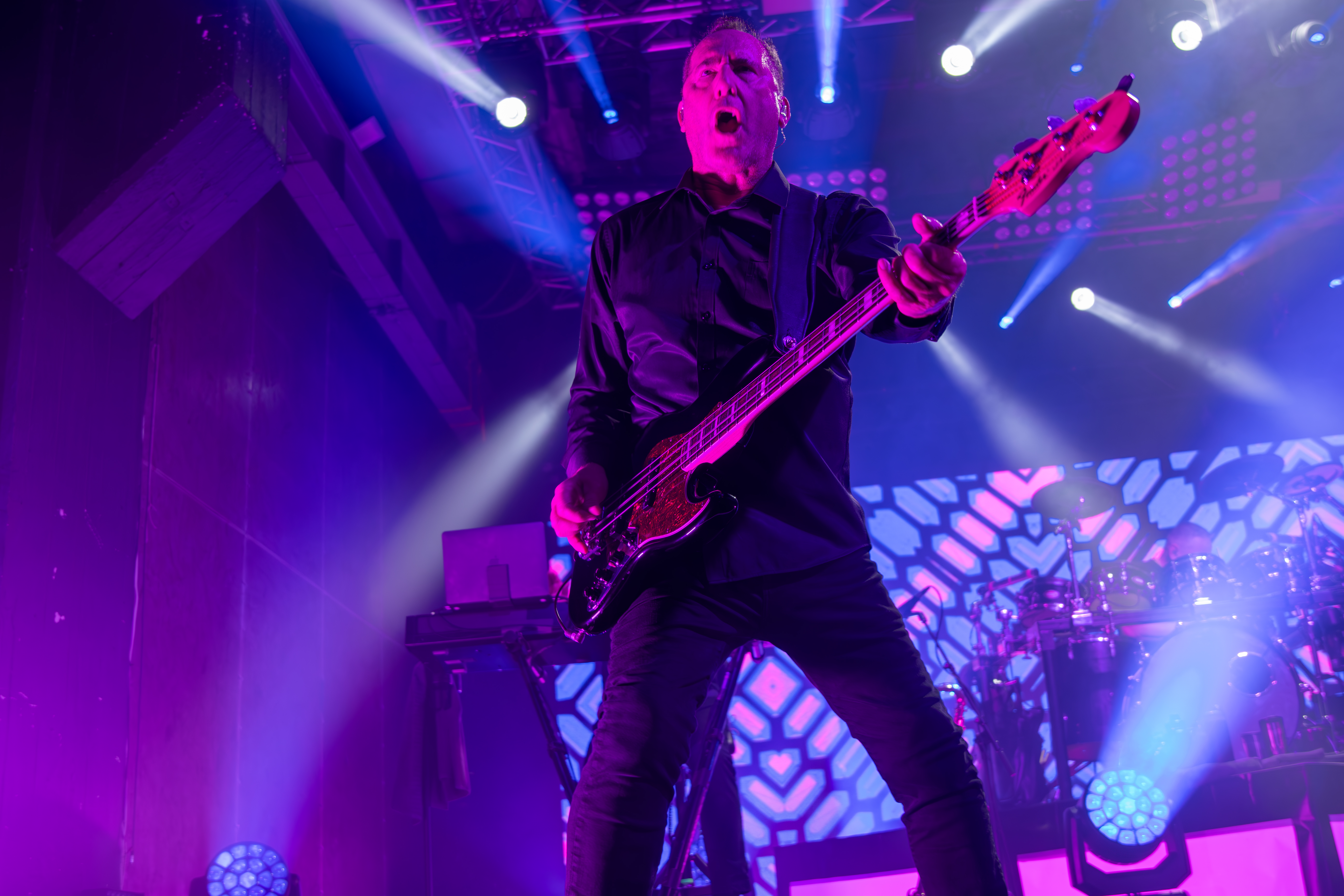
Andy McCluskey grający na gitarze basowej (2024)

Andy McCluskey (ur. 24 czerwca 1959 w Metropolitan Borough of Wirral) – brytyjski wokalista, instrumentalista i kompozytor.

## Życiorys
Pod koniec lat 70. razem z Paulem Humphreysem założył zespół muzyczny OMD, który z przerwami funkcjonuje do dzisiaj. Niezależnie od OMD założył w 1999 brytyjskie żeńskie trio wokalne Atomic Kitten. Znany jest z żywiołowych występów.